# Oostergasfabriek
De Oostergasfabriek is een voormalige gasfabriek in het huidige stadsdeel Amsterdam-Oost waar van 1887 tot 1923 gas gemaakt werd uit steenkolen.

## Geschiedenis

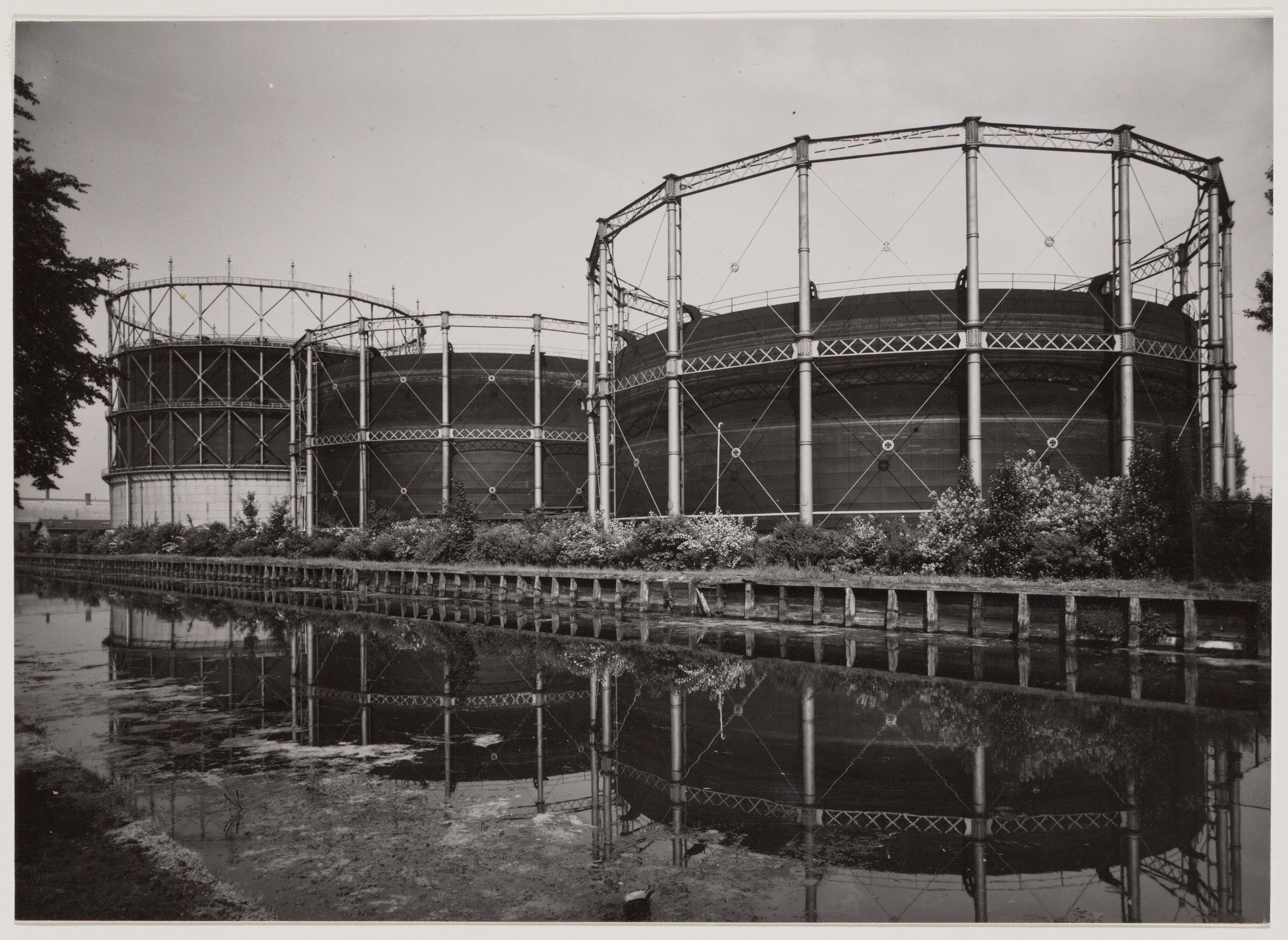
Voormalige gashouders in 1941

Tot 1896 behoorde het gebied waarop de fabriek gelegen was toe aan de gemeente Nieuwer-Amstel, een smalle uitstulping van de gemeente op de rechter Amsteloever dat de gemeente in 1663 had verkregen voor het afstaan van Oetewaal aan Amsterdam voor de vierde uitleg. In 1896 werd dit gebied weer door Amsterdam geannexeerd. Net als de Westergasfabriek was de fabriek opgericht door de Engelse Imperial Continental Gas Association. In 1898 werd de fabriek net als de Westergasfabriek overgenomen door de gemeente Amsterdam.  
Het steenkoolgas werd voornamelijk gebruikt voor verlichting van straten en gebouwen. De fabriek stond op zo’n negen ha grond. Er waren gashouders, kolenopslagplaatsen, schoorstenen, zuiveringsinstallaties, een watertoren en kantoorgebouwen. Bij het ontwerp werd veel aandacht besteed aan de architectuur. De architect Isaac Gosschalk, die de meeste gebouwen van het complex ontwierp, hanteerde een rijke stijl die wel Hollandse neo-renaissance wordt genoemd. Langs de Linnaeusstraat lag een groenstrook. Tussen 1900 en 1907 werd het complex uitgebreid, onder leiding van bouwkundig opzichter en architect Van Hylckama Vlieg. De steenkolen konden op deze plek gemakkelijk worden aangevoerd via de ringvaart en via het spoor.
In 1923 werd de fabriek wegens overcapaciteit gesloten. Diverse gebouwen werden gesloopt of kregen andere bestemmingen zoals: 
- De ammoniakfabriek werd dierenasiel, in 2007 verplaatst naar Ookmeerweg
- De vroegere woon-werkplek van de assistent-ingenieur werd een politiebureau
- Het gasmeterwerkplaatsgebouw werd een 3-jarige HBS

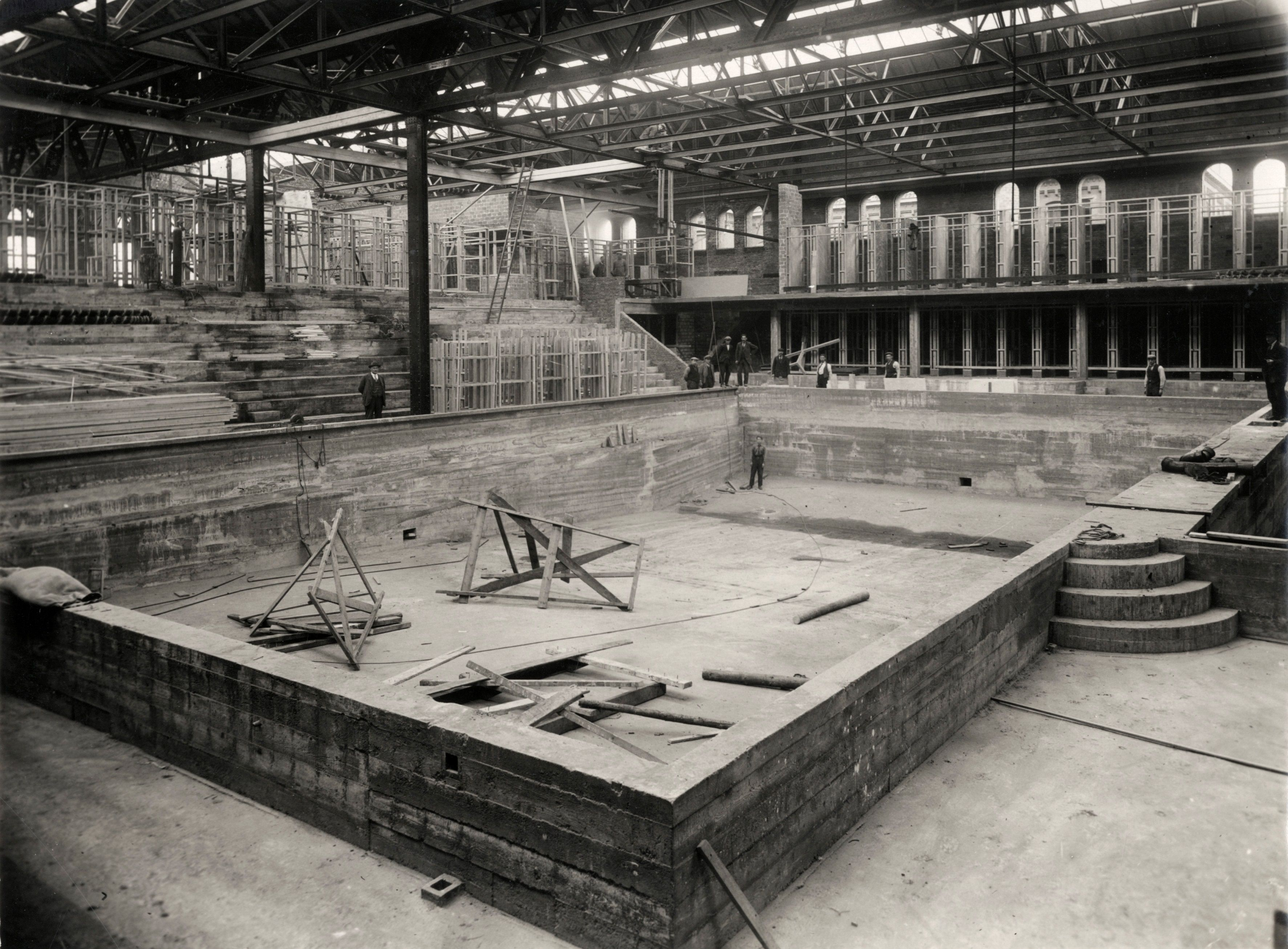
Kolenstokerij in verbouwing tot zwembad in 1928

- De kolenstokerij, het voornaamste gebouw van een gasfabriek, werd het eerste Sportfondsenbad van Nederland, geopend op 22 juni 1929
- Het meterhuis werd proefdierenstal
- Het schaft- en badgebouw voor de fabrieksarbeiders werd een gebouw voor woningvereniging De Zwerfsteen
- Het zuiveringsgebouw werd in gebruik genomen als busgarage van de Gemeentetram Amsterdam. In september 2019 opende kunstorganisatie Framer Framed hier haar deuren.
- Op de fundering van de gashouder werd in 1974 de Sporthal Oost gebouwd. De eerste ronde sporthal van Nederland werd later vernoemd naar wethouder Harry Verheij (CPN), die veel voor de sport in Amsterdam had betekend. Wegens de hoge verwarmingskosten werd ze in 2008 vervangen door nieuwbouw. Op haar plaats verrees winkelcentrum Oostpoort.[1]

Dankzij de herbestemming bleven gebouwen behouden, niet omdat men ze als erfgoed beschouwde, maar omdat het geldverspilling zou zijn voor relatief jonge gebouwen. Het terrein werd ingericht als bedrijventerrein Polderweggebied gelegen tussen de Polderweg en Oranje-Vrijstaatkade. Het complex bleef nog wel in gebruik als gasverdeelstation en was in de jaren tachtig nog in gebruik.
In het begin van de 21e eeuw werd begonnen met de transformatie naar een woon-, werk- en winkelgebied met de naam Oostpoort. De Beijersweg verdween en het verkregen plein kreeg de naam Land van Cocagneplein.
1. ↑  https://oost-online.nl/precies-vijftig-jaar-geleden-werd-sporthal-oost-geopend-en-34-jaar-later-weer-afgebroken/
2. ↑  Falkplan Amsterdam 40e druk